# Lawrence Gonzi
Pour les articles homonymes, voir Gonzi.
Lawrence Gonzi, né le 1er juillet 1953 à La Valette, est un homme politique maltais, membre et chef du Parti nationaliste (PN), Premier ministre de Malte entre 2004 et 2013.

## Éléments personnels

### Formation et carrière
Il reçoit son enseignement primaire et secondaire dans des établissements catholiques, puis accomplit des études supérieures de droit à l'université de Malte, où il obtient son doctorat en 1975. Il commence à travailler comme juriste dans un cabinet d'avocats, avant de rejoindre la société Mizzi Organisation, dont il sera l'un des dirigeants entre 1989 et 1997.

### Engagement social et associatif
Dès 1976, alors qu'il s'engage dans le monde associatif et les ONG touchant au handicap, il est élu président général de l'action catholique de Malte, occupant ce poste pendant dix ans. Lorsque la commission nationale du handicap est installée en 1987, il en prend la direction jusqu'en 1994.

### Famille
Il est le neveu de Mgr Michael Gonzi dit « l'Archevêque de fer », longtemps adversaire privilégié du Premier ministre travailliste Dominic Mintoff. Aîné d'une fratrie de quatre enfants, Lawrence Gonzi est marié avec Catherine Callus et père de trois enfants.

## Carrière politique

### Président de la Chambre
Il est élu membre de la Chambre des députés lors des élections législatives du 9 mai 1987, qui marquent le retour du Parti nationaliste au pouvoir, puis devient, le 10 octobre 1988, président (Speaker) de la Chambre, à seulement trente-cinq ans. Il est réélu à l'unanimité le 5 avril 1992, sa candidature étant proposée conjointement par le Premier ministre Edward Fenech-Adami et le chef de l'opposition travailliste. Durant ses deux mandats, il a réformé le fonctionnement de l'assemblée, introduisant notamment des commissions permanentes.

### Court passage dans l'opposition
À la suite des élections du 26 octobre 1996, au cours desquelles le Parti travailliste (MLP) retrouve le pouvoir, il est nommé whip de l'opposition, secrétaire du groupe parlementaire nationaliste et porte-parole du PN pour la Politique sociale. En 1997, il est désigné secrétaire général de sa formation.

### Au gouvernement
Les nationalistes retournent cependant au gouvernement dès les élections anticipées du 5 septembre 1998, et Lawrence Gonzi devient alors ministre de la Politique sociale et ministre des Relations avec la Chambre des députés. Après l'élection de Guido de Marco au poste de président de Malte le 4 avril 1999, il se présente avec succès à sa succession comme chef adjoint du Parti nationaliste, ce qui conduit Edward Fenech Adami à le nommer Vice-Premier ministre. Réélu aux élections législatives du 12 avril 2003, il est reconduit dans l'ensemble de ses fonctions gouvernementales.

### Premier ministre
Élu chef du PN le 3 mars 2004, en remplacement d'Edward Fenech Adami, candidat à la présidentielle, Lawrence Gonzi lui succède en tant que Premier ministre vingt jours plus tard, devenant dans le même temps ministre des Finances. Il conduit alors Malte à son adhésion à l'Union européenne, le 1er mai, puis à la zone euro, le 1er janvier 2008. Il se présente à sa propre succession lors des élections législatives du 8 mars suivant, qu'il remporte de justesse avec 49,34 % des voix et 35 députés sur 69, soit à peine 0,55 points et un siège d'avance sur le MLP.
Le 10 décembre 2012, le gouvernement perd un vote de confiance sur le budget à la Chambre des députés, par 35 voix contre 34, un parlementaire de la majorité, Franco Debono, ayant rejoint, comme annoncé, l'opposition. Gonzi remet sa démission dès le lendemain au président de la République, George Abela. Le Parlement sera dissous après les fêtes, le 7 janvier 2013. Malgré les demandes de Joseph Muscat, chef de l'opposition travailliste, qui voulait des élections rapidement, les élections législatives anticipées se tiennent le 9 mars suivant,.
Le Parti nationaliste ne remportant que 44 % des voix, contre 55 % aux travaillistes, lors du scrutin, il annonce qu'il ne sera pas candidat à sa succession à la direction du parti le 10 mars. Le 11 mars, le travailliste Joseph Muscat lui succède.
Il est remplacé, le 8 mai suivant, par le député européen Simon Busuttil à la direction du PN.

## Distinctions
- Grand-croix de l'ordre d'Isabelle la Catholique